# Helena Hrabová
Helena Hrabová (* 25. října 1958 Banská Bystrica) je šperkařka a bytová designérka.

## Život
Helena Hrabová v letech 1974-1978 absolvovala Střední uměleckoprůmyslovou školu v Kremnici (prof. J. Soukup) a poté v letech 1978-1984 studovala na Vysoké škole uměleckoprůmyslové v Praze v ateliéru šperku, glyptiky a skla v architektuře prof. Josefa Soukupa.
Zúčastnila se sympozií Šperk a drahokam v Turnově (1984, 1986).

## Dílo
Šperky Heleny Hrabové se vyznačují uměřeností a střízlivostí a vycházejí vstříc módě. Na šperkařských sympoziích v Turnově si vyzkoušela práci s českými granáty i dalšími kameny a vytvořila jemné stříbrné náramky, jehlice a přívěsky. Kromě tvorby šperků se zabývá rovněž interiérovým designem a adjustací grafiky a kresby.
Helena Hrabová je autorkou hudební ceny Zlatý slavík, kterou zhotovuje Družstvo umělecké výroby (DUV) Granát Turnov od r. 1996. Vrchní spirála hlavní ceny, která je uměleckým ztvárněním slavíka, je vyrobena ze zlaceného stříbra a osázena 89 českými granáty a jedním kamenem z horského křišťálu. Podstavec plastiky je ze zlaceného sochařského bronzu a dřík z olovnatého křišťálového skla. Slavík je vysoký 22 centimetrů.
 Kromě toho existuje i zmenšená forma ceny jako zlatá jehlice s granáty (2,1 x 3 cm).

### Zastoupení ve sbírkách
- Uměleckoprůmyslové museum v Praze
- Muzeum Českého ráje Turnov

### Výstavy

#### Autorské
- 1995 ÚLUV Praha (s S. Čermákem)

#### Kolektivní (výběr)
- 1986 Oděv a doplňky, Galerie Na Můstku, Praha
- 1987 Oděv a doplňky, Galerie Na Můstku, Praha
- 1987 Užité umění výtvarných umělců do 35 let, Mánes, Praha
- 1987 Jugend gestaltet, Mnichov
- 1989 Salon užitého umění pražských výtvarných umělců, Výstaviště Praha
- 1989 Jozef Soukup a jeho žáci, Galerie Václava Špály, Praha
- 1990 Kov a šperk: Oborová výstava, Galerie Václava Špály, Praha
- 1992 Šperk a drahokam, Moravská galerie v Brně
- 1993 Kov - šperk 1993, Dům umění města Brna

### Katalogy
- Věra Vokáčová, Šperk a drahokam, kat. symposia, Turnov 1986
- Sylva Petrová, Užité umění výtvarných umělců do 35 let, SČVU 1987
- Antonín Langhamer, Jozef Soukup a jeho žáci, SČVU 1989
- Věra Vokáčová, Kov a šperk: Oborová výstava, Unie výtvarných umělců České republiky 1990
- Miroslav Cogan, Šperk a drahokam, Brno 1992
- Alena Křížová, Kov - šperk 1993

### Články
- Miloslav Frydrych: Symposium Český granát a drahokamy v moderním šperku. Zpravodaj šperkařství č.4, 1984
- Miroslav Cogan, Šperky a oděvní doplňky, Zpravodaj šperkařství, 4, 1986, s. 65
- Miroslav Cogan: 2. symposium „Šperk a drahokam“ Zpravodaj šperkařství č.1, 1987
- Antonín Hartmann, Tvořivé mládí v Mnichově, Umění a řemesla 1, 1989, s. 7-8
- Martin Zajíček, Český slavík je z českého Granátu, Mladý svět 49, 1997, s. 35

### Souborné publikace
- Alena Křížová, Proměny českého šperku na konci 20. století, Academia, Praha 2002, ISBN 80-200-0920-5
- Olga Orságová, Český granátový šperk ve 20. století, diplomová práce, KDU, FF UP Olomouc 2011 on line